# Stèles de Lauris
Les stèles de Lauris, appelées aussi stèles de Puyvert-Lauris ou stèles de la Lombarde, sont un groupe de quatre stèles datées de l'âge du cuivre, découvertes à Puyvert dans le département du Vaucluse en France. La stèle n°1 est probablement l'une des plus célèbres stèles provençales.

## Historique
Les stèles n°1 et n°2 ont été découvertes, respectivement en 1956 et 1967, par Gustave Lèbre, viticulteur, lors de labours dans un champ situé dans le quartier de la Lombarde, à la limite des communes de Puyvert et de Lauris. Elles sont complètes. Un fragment de fémur humain et des haches en pierre polie, dont une en schiste gris mesurant 177 mm de longueur, furent successivement recueillis sur le même site, qui devait correspondre à une petite nécropole datée de l'âge du cuivre,. 
Gustave Lèbre rapporta la stèle n°1 chez lui, à Lauris, pour l'examiner. Sur les conseils d'un ami, architecte au château de Lourmarin, il signala sa découverte au conservateur des monuments historiques d'Avignon et la céda en 1960 au musée Calvet où elle fut enregistrée sous le nom de « stèle de Lauris ».
Les stèles n°3 et n°4 ont elles-aussi été découvertes par G. Lèbre, mais dans un pierrier situé à environ une centaine de mètres au sud-ouest de sa ferme. Elles sont du même type mais plus grandes ; on n'en possède que des fragments et leur décor est moins précis. Les stèles n°2 à 4 sont conservées au château de Lourmarin.

## Description
Les stèles de Lauris appartiennent au groupe des stèles provençales, elles sont classées dans le sous-groupe « des stèles à décor de chevrons » qui semble lié au bassin de la Durance.

### Stèle n°1
La stèle a été sculptée sur une dalle en calcaire de 32 cm de hauteur et 15 cm de largeur au sommet, pour une épaisseur moyenne de 6 cm. Le sommet de la stèle est légèrement concave alors que la base est taillée en pointe, les chants ont été aplanis et lissés. Le dos de la stèle a été régularisé par enlèvements superficiels, martelage puis lissage grossier. La stèle est en très bon état sans aucune trace d'usure. La stèle est sculptée en creux sur une seule face d'un motif représentant un visage humain très stylisé de forme sub-rectangulaire, sans bouche, avec un nez rectangulaire allongé formant un « T » avec les arcades sourcilières. Les yeux sont représentés par deux pastilles plates. Au niveau du cou, deux appendices convergents pourraient correspondre à des bras courts repliés sous le visage. L'encadrement du visage est décoré d'une série de chevrons en séries opposées dessinant des losanges alors qu'au-dessus du nez et sur les bras, les chevrons sont emboîtés et dessinent un motif en « arrête de poisson ». « L'ensemble fait penser à un travail de vannerie ». 

### Stèle n°2
La stèle est constituée d'une dalle en calcaire lacustre de 35,50 cm de hauteur et 20 cm de largeur au sommet, pour une épaisseur moyenne de 5 cm. Le sommet de la stèle est légèrement concave avec à chaque extrémité une sorte de corne, celle de gauche ayant été brisée anciennement. La dalle est effilée vers le bas et devait probablement être plantée dans le sol. Elle est sculptée en creux sur une seule face d'un motif représentant un visage humain très schématique de forme rectangulaire, sans bouche, avec un nez allongé formant un « T » avec les arcades sourcilières et les yeux circulaires partiellement endommagés. La base du visage n'est pas marquée. De chaque côté du visage, elle est ornée d'un décor finement gravé composé de chevrons en séries opposées, formant un motif de losanges alors qu'au-dessus de la tête, les chevrons sont emboîtés et dessinent un motif en « arrête de poisson » pouvant représenter une coiffure abondante ou une coiffe complexe.

### Stèle n°3
La stèle n°3 est fragmentaire (15 cm de hauteur sur 22 cm de largeur et 11 cm d'épaisseur), elle correspond à la partie supérieure gauche d'une stèle plus grande, en calcaire oligocène de couleur grise. Le visage a été sculpté en creux, le nez en « T » est très abîmé et les yeux sont représentés par de petites cupules. Le visage est encadré par un décor de chevrons emboîtés dessinant un motif en « arrête de poisson ».

### Stèle n°4
La stèle correspond à un fragment  (12 cm de hauteur sur 20 cm de largeur et 7 cm d'épaisseur) de grès jaunâtre correspondant probablement au bord latéral d'une stèle d'assez grandes dimensions. Seule une face est décorée. Le décor est peu visible et correspond à des chevrons disposés en « arrête de poisson », de triangles et de losanges incisés mais non creusés.